# Tour des Gardes
La Tour des Gardes est une tour de garde située à l'entrée du parc du Moulin de Mistou, sur la commune de Mauperthuis en France.

## Localisation
La Tour des Gardes est située en France, dans le département de Seine-et-Marne, sur la commune de Mauperthuis, en région Île-de-France.

## Historique
La tour s'insérait dans le parc du château de Mauperthuis, aujourd'hui disparu, construit dans le troisième quart du XVIIIe siècle par les architectes Claude-Nicolas Ledoux et Alexandre-Théodore Brongniart.
Ce parc dessiné à l'anglaise, était conçu comme un « parcours initiatique » à réaliser en y cheminant.
La tour crénelée est inscrite au titre des monuments historiques depuis un arrêté du 16 juin 1989.

### Les mousquetaires
Elle abrita bon nombre de mousquetaires du roi :
- Louis II de Melun (1634 – 1721), fils de Louis de Melun, fut le premier à intégrer la compagnie des mousquetaires du roi ;
- Joseph de Montesquiou  (1651-1729), dit « le comte d'Artagnan », capitaine de la 1re compagnie des mousquetaires ;
- Louis de Montesquiou, cousin de Joseph de Montesquiou ;
- Pierre de Montesquiou d'Artagnan, frère de Louis de Montesquiou et seigneur d'Artagnan et de Mauperthuis, maréchal des camps, puis lieutenant général des armées du roi ;
- Anne-Pierre de Montesquiou-Fezensac, fils unique de Pierre de Montesquiou et seigneur de Mauperthuis et de Coulommiers[2].

### La Tour des Gardes aujourd'hui
La commune de Mauperthuis, où se situe la Tour des Gardes, possède un patrimoine riche. Malheureusement, le patrimoine historique situé dans le jardin du Moulin de Mistou n'est pas assez exploité : la Pyramide et la Tour des Gardes, tombent en ruines.
La Tour, située au bord de la départementale 402, a donc été remise à neuf et profite aux 11 000 usagers quotidiens.

## Galerie

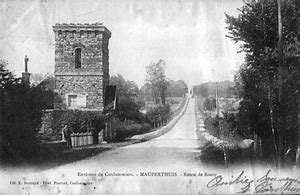
La Tour des Gardes sur la route de Rozoy.
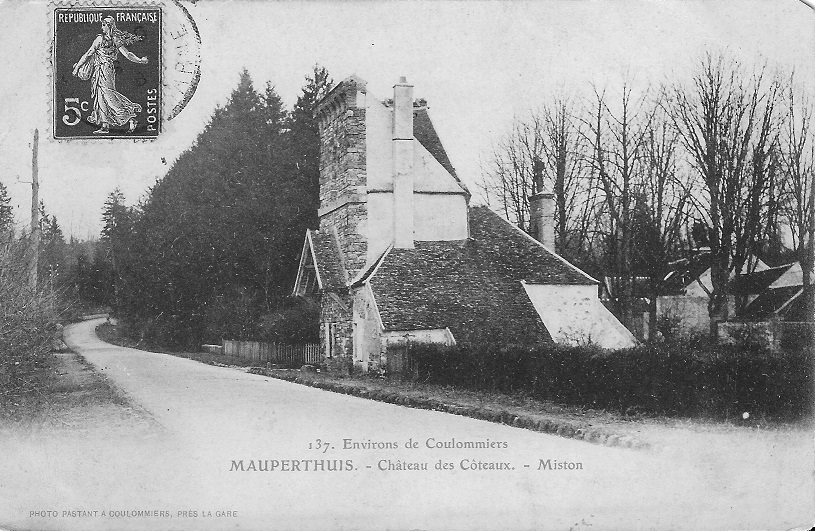
Arrière de la Tour des Gardes.